# Nádia Colhado
Nádia Gomes Colhado (Marialva,  25 de fevereiro de 1989) é uma ex-jogadora brasileira de basquetebol.  Fez parte do elenco da Seleção Brasileira de Basquetebol Feminino, nas Olimpíadas de Londres 2012 e Rio 2016.

## Carreira
Natural de Marialva, é neta de um ex-prefeito, José Gomes Colhado, que inclusive dá o nome ao principal ginásio de esportes do município. Cresceu aprendendo muitos instrumentos musicais por sua mãe ter um conservatório, gostando principalmente do piano. Praticou natação para tratar sua asma, mas se tornou entusiasta do basquete nas aulas de educação física e já medindo 1,80 m aos 11 anos, decidiu se mudar para Jundiaí aos 13 anos para se aperfeiçoar no esporte. Ficou 5 anos no Divino/COC/Jundiaí, e então se mudou para León, na Espanha, onde estudou na Universidade de León e jogou pela liga universitária, também treinando com o time adulto da cidade Club Baloncesto San José. Voltou ao Brasil para jogar pelo São Caetano, 
Jogou 3 temporadas na WNBA, nos times Atlanta Dream e Indiana Fever.
Após sua primeira experiência na WNBA e ser dispensada pelo Sport Recife, em 2016 assinou com o Sampaio Corrêa, pelo qual foi campeã da Liga de Basquete Feminino de 2015-16. Nomeada MVP do Jogo das Estrelas daquela temporada, com 20 pontos e 12 rebotes pelo time Rainha Hortência, no mesmo ano ela se tornou a primeira jogadora de basquete feminino do Brasil a acertar um contrato publicitário com a empresa alemã de materiais e calçados esportivos Adidas.
No fim de 2016 foi para a Espanha, jogando no Gipuzkoa UPV da Liga Femenina de Baloncesto, onde foi eleita melhor jogadora da temporada regular. Em seguida foi para o Uni Girona Club Bàsquet, pelo qual foi campeã espanhola em 2019. Enquanto atuava pelo Campinas no Brasil encerrou contrato com o Girona, e assinou com o Flammes Carolo Basket da França. A temporada 2019-20 foi encurtada pela pandemia de COVID-19, e em seguida Nádia voltou para a Espanha assinando com o Gernika KESB. Ao final da temporada fez um retorno ao Sampaio Corrêa.
Em 2024, anunciou sua aposentadoria depois de anos lutando contra uma lesão no joelho, declarando que passaria a se dedicar à gestão esportiva. Seu último time foi o Ponta Grossa Basquete da LBF.

## Estatísticas

### LBF
| Ano               | Equipe            | PJ  | MPJ   | PPJ  | AP   | 3P   | LL   | RT   | AS   | BR   | TO   |
| ----------------- | ----------------- | --- | ----- | ---- | ---- | ---- | ---- | ---- | ---- | ---- | ---- |
| 2010/2011         | São Caetano       | 7   | 29.1  | 9.0  | .458 | .0   | .563 | 9.0  | 1.14 | 1.00 | 0.00 |
| 2011/2012         | Santo André       | 22  | 24.6  | 10.1 | .497 | .0   | .692 | 7.8  | 0.41 | 1.05 | 0.00 |
| 2012/2013         | São José          | 9   | 22.70 | 8.6  | .470 | .0   | .625 | 5.8  | 0.33 | 0.56 | 0.00 |
| 2013/2014         | Sport Recife      | 18  | 22.96 | 8.1  | .461 | .0   | .571 | 8.7  | 0.72 | 0.56 | 0.00 |
| 2014/2015         | América-PE        | 25  | 20.40 | 9.5  | .495 | .500 | .606 | 6.5  | 0.52 | 0.84 | 0.00 |
| 2015/2016         | Sampaio Corrêa    | 25  | 30.35 | 11.6 | .496 | .0   | .724 | 9.8  | 0.24 | 0.52 | 1.40 |
| 2019              | Campinas          | 9   | 19.87 | 10.0 | .468 | .0   | .692 | 5.2  | 0.33 | 0.33 | 1.22 |
| 2021              | Sampaio Corrêa    | 6   | 20.12 | 8.2  | .415 | .0   | .682 | 7.8  | 1.00 | 0.33 | 0.33 |
| 2024              | Ponta Grossa      | 5   | 29.18 | 14.0 | .500 | .0   | .593 | 12.2 | 2.00 | 0.60 | 1.40 |
| Média na carreira | Média na carreira | 126 | 24.41 | 9.9  | .483 | .167 | .650 | 8.0  | 0.56 | 0.69 | 0.44 |